# Louis Garrel
Louis Garrel (París, 14 de junio de 1983) es un actor y director francés, principalmente conocido por su actuación en las películas Soñadores (2003) de Bernardo Bertolucci, y Mujercitas (2019); asimismo, aparece en muchas del director francés Christophe Honoré, como Mi madre, Dans París, Les Chansons d'amour, La Belle Personne o Non ma fille, tu n'iras pas danser.

## Biografía
Garrel es hijo del director  Philippe Garrel y de la actriz Brigitte Sy. Su abuelo, Maurice Garrel, y su padrino, Jean-Pierre Léaud, son también actores. Es graduado en interpretación por el Conservatorio de París.
Garrel tuvo una relación con la actriz Valeria Bruni-Tedeschi de 2007 a 2012. En 2009, Bruni-Tedeschi y Garrel adoptaron una niña nacida en Senegal, a la que llamaron Céline. De 2012 a 2014, Garrel mantuvo una relación con la actriz franco-iraní Golshifteh Farahani. 
Desde abril de 2015, Garrel tiene una relación con Laetitia Casta. En junio de 2017 se casaron. En febrero de 2021 se hizo público que tendrían su primer hijo en común. El nacimiento de su hijo Azel fue anunciado a través de una entrevista con la revista Público en mayo de 2021.

## Carrera
Louis Garrel apareció con solo seis años en la película Le baisers de secours. Doce años más tarde, apareció en su segunda película, Ceci est mon corps (2001).
Pero fue en 2002 cuando el joven actor obtuvo el reconocimiento internacional por su papel como hermano gemelo de Eva Green, en la mencionada cinta Soñadores, del director italiano Bernardo Bertolucci, que le sirvió para lanzar su carrera. Desde entonces ha protagonizado varias películas, como las dirigidas por su padre, Philippe Garrel. 
Recibió el premio César al actor revelación por su trabajo en la película Les amants réguliers (2005).
Garrel ha interpretado personajes muy diversos. Como cantante, en el filme de Christophe Honoré, Les Chansons d'amour. En 2008, Garrel escribió y dirigió la película Mes copains.

## Filmografía

### Como actor
| Año  | Título                           | Personaje                  |
| ---- | -------------------------------- | -------------------------- |
| 1989 | Les Baisers de secours           | Lo                         |
| 2001 | Ceci est mon corps               | Antoine                    |
| 2002 | La Guerre à París                |                            |
| 2003 | Soñadores                        | Theo                       |
| 2004 | Mi madre                         | Pierre                     |
| 2005 | Les amants réguliers             | François Dervieux          |
| 2006 | Dans París                       | Jonathan                   |
| 2006 | Un lever de rideau               | Bruno                      |
| 2007 | Canciones de amor                | Ismaël Bénoliel            |
| 2007 | Actrices                         | Éric                       |
| 2008 | Choisir d'aimer                  | Pascal                     |
| 2008 | La frontière de l'aube           | François                   |
| 2008 | La Belle Personne                | Jacques Nemours            |
| 2009 | Haciendo planes para Lena        | Simon                      |
| 2010 | Le Mariage à trois               | Théo                       |
| 2010 | Los amores imaginarios           | Huésped en la escena final |
| 2010 | Diarchy                          |                            |
| 2011 | Les Bien-aimés                   | Clément                    |
| 2011 | La Règle de trois                | Louis                      |
| 2011 | Un été brûlant                   | Frédéric                   |
| 2012 | Les coquillettes                 | Louis Garrel               |
| 2013 | Un Castillo en Italia            | Nathan                     |
| 2013 | Celos                            | Louis                      |
| 2014 | Saint Laurent                    | Jacques de Bascher         |
| 2015 | L'Astragale                      | Jacky                      |
| 2015 | L'ombre des femmes               | Narrador (voz)             |
| 2015 | Mon roi                          | Solal                      |
| 2015 | Dos Amigos                       | Abel                       |
| 2016 | Planetarium                      | André Korben               |
| 2016 | De la Tierra y la Luna           | André Sauvage              |
| 2016 | Les Échelles du Levant           |                            |
| 2017 | Mal genio                        | Jean-Luc Godard            |
| 2017 | Les Fantomes d'Ismaël            |                            |
| 2018 | A faithful man                   | Abel                       |
| 2019 | El oficial y el espía            | Alfred Dreyfus             |
| 2019 | Mujercitas                       | Friedrich Bhaer            |
| 2020 | Rifkin's Festival                | Woody Allen                |
| 2022 | Coma                             | Dr. Ballard                |
| 2023 | Los tres mosqueteros: D'Artagnan | Luis XIII                  |
| 2023 | Los tres mosqueteros: Milady     | Luis XIII                  |

### Como director y guionista
| Año  | Título                                    | Trabajó como | Trabajó como | Notas                                                                                             |
| Año  | Título                                    | Director     | Guionista    | Notas                                                                                             |
| ---- | ----------------------------------------- | ------------ | ------------ | ------------------------------------------------------------------------------------------------- |
| 2008 | Mes copains                               | Sí           | Sí           | Cortometraje                                                                                      |
| 2010 | Petit Tailleur                            | Sí           | Sí           | Nominado premio César como mejor cortometraje                                                     |
| 2011 | La Règle de trois                         | Sí           | Sí           | Cortometraje                                                                                      |
| 2015 | Les deux amis                             | Sí           | Sí           | Nominado Festival de Cine de Cannes - Cámara de Oro Nominado premios Lumières como Mejor Película |
| 2018 | Un hombre fiel                            | Sí           | Sí           |                                                                                                   |
| 2021 | Un pequeño plan... como salvar el planeta | Sí           | Sí           |                                                                                                   |
| 2022 | El inocente                               | Sí           | Sí           |                                                                                                   |

## Premios y distinciones
Premios César
| Año  | Premio                 | Película          | Resultado |
| ---- | ---------------------- | ----------------- | --------- |
| 2006 | Actor más prometedor   | Amantes regulares |           |
| 2011 | Mejor cortometraje     | Petit Tailleur    |           |
| 2015 | Mejor actor secundario | Saint Laurent     |           |
| 2016 | Mejor actor secundario | Mon roi           |           |

Premios Étoiles d'Or
| Año  | Premio                     | Película          | Resultado |
| ---- | -------------------------- | ----------------- | --------- |
| 2006 | Mejor revelación masculina | Amantes regulares | Ganador   |

Premios Lumières
| Año  | Premio           | Película   | Resultado |
| ---- | ---------------- | ---------- | --------- |
| 2016 | Primera película | Dos Amigos |           |

Premio Patrick Dewaere
| Año  | Película | Resultado |
| ---- | -------- | --------- |
| 2009 | N/A      | Nominado  |

Premio Jean Vigo
| Año  | Película          | Resultado |
| ---- | ----------------- | --------- |
| 2012 | La Règle de trois | Ganador   |

Premio Margot Hielscher
| Año  | Resultado |
| ---- | --------- |
| 2019 | Ganador   |

Festival Internacional de Cine de San Sebastián
| Año  | Categoría                        | Película       | Resultado |
| ---- | -------------------------------- | -------------- | --------- |
| 2018 | Premio del jurado al mejor guion | Un hombre fiel | Ganador   |